# Jaskinia Deszczowa
Jaskinia Deszczowa lub Schronisko w Skałach Kroczyckich II – jaskinia na wzgórzu Góra Popielowa na Wyżynie Częstochowskiej będącej częścią Wyżyny Krakowsko-Częstochowskiej. Znajduje się w miejscowości Kroczyce w województwie śląskim, w powiecie zawierciańskim, w gminie Kroczyce.

## Opis obiektu
Jaskinia znajduje się w północnej części skał Góry Popielowej. Ma otwór na wysokości względnej około 35 m nad dnem doliny. Jej duży otwór wejściowy znajduje się u podstawy wapiennej skały, na jej szczelinie ciosowej. Otwór ma wysokość około 8 m i szerokość 2 m u podstawy. Za nim znajduje się strome zejście w dół i 3-metrowej wysokości próg. Dół i próg powstał w wyniku wybrania namuliska przez archeologów, którzy prowadzili tutaj badania. Pierwotnie otwór wejściowy do jaskini był o połowę niższy.
Za wysokim progiem jest 5-metrowej długości, dość obszerny korytarz o namulisku piaszczysto-wapienno-próchnicznym. Na jego końcu są dwa niewielkie okienka. Jedno znajduje się wysoko w stropie i jest trudno dostępne, drugie na wprost korytarza. Ciągną się za nimi ciasne i regularnie myte korytarzyki. Ich dno to skalisty spąg bez namuliska, za to na ścianach znajdują się szczątkowe formy naciekowe: języczkowate draperie i polewy.
Oświetlone ściany przy otworze wejściowym porastają mszaki, porosty i paprocie: zanokcica skalna i paprotnica krucha. Ze zwierząt występują nielicznie pająki z rodzaju Meta. W 2013 r. Ratajczak i in. znaleźli w jaskini kości suhaka stepowego Saiga tatarica.

## Historia poznania i dokumentacji
Obiekt po raz pierwszy opisał Kazimierz Kowalski w 1949 roku, nadając mu nazwę Schronisko w Skałach Kroczyckich II. W 1980 r. zmierzyli go K. Mazik i Z. Lorek. Plan sporządził K. Mazik. W 2013 r. K. Mazik umieścił jaskinię w spisie jaskiń pod nazwą Jaskinia Deszczowa Dolna.
W latach 1989–1997 jaskinia była badana przez archeologów pod kierownictwem Krzysztofa Cyrka. Przebadali namulisko przy otworze wejściowym oraz w głównym korytarzu. Znaleźli w nim trzy warstwy kulturowe ze środkowego paleolitu oraz trzy z końcowego okresu paleolitu (starsza epoka kamienia, epoka kamienia łupanego). Badania sondażowe w latach 2004–2011 wykazały, że nieprzebadane namulisko w tylnej części korytarza jest rozgrzebywane i ulega niszczeniu. W związku z tym w 2011 r. wykonano jego sondażowe badanie. Znaleziono bardzo liczne szczątki zwierząt, zwłaszcza gryzoni, fragment żuchwy lisa polarnego ze śladami ognia i śladami obróbki, okruchy krzemienne, fragmenty naczyń ceramicznych. Naukowcy twierdzą, że wskazują one na krótkotrwałe pobyty w jaskini ludzi w okresie wczesnego holocenu, neolitu i w okresie wczesnego średniowiecza. Z okresu średniowiecza pochodzą ślady ogniska. W najwyższej, próchnicznej, współczesnej warstwie namuliska znaleziono fragmenty wypalonego z białej glinki kaolinowej naczynia z ornamentem stempelkowym i rytym. Takie naczynia wykonywano w wieku XVII–XVIII.

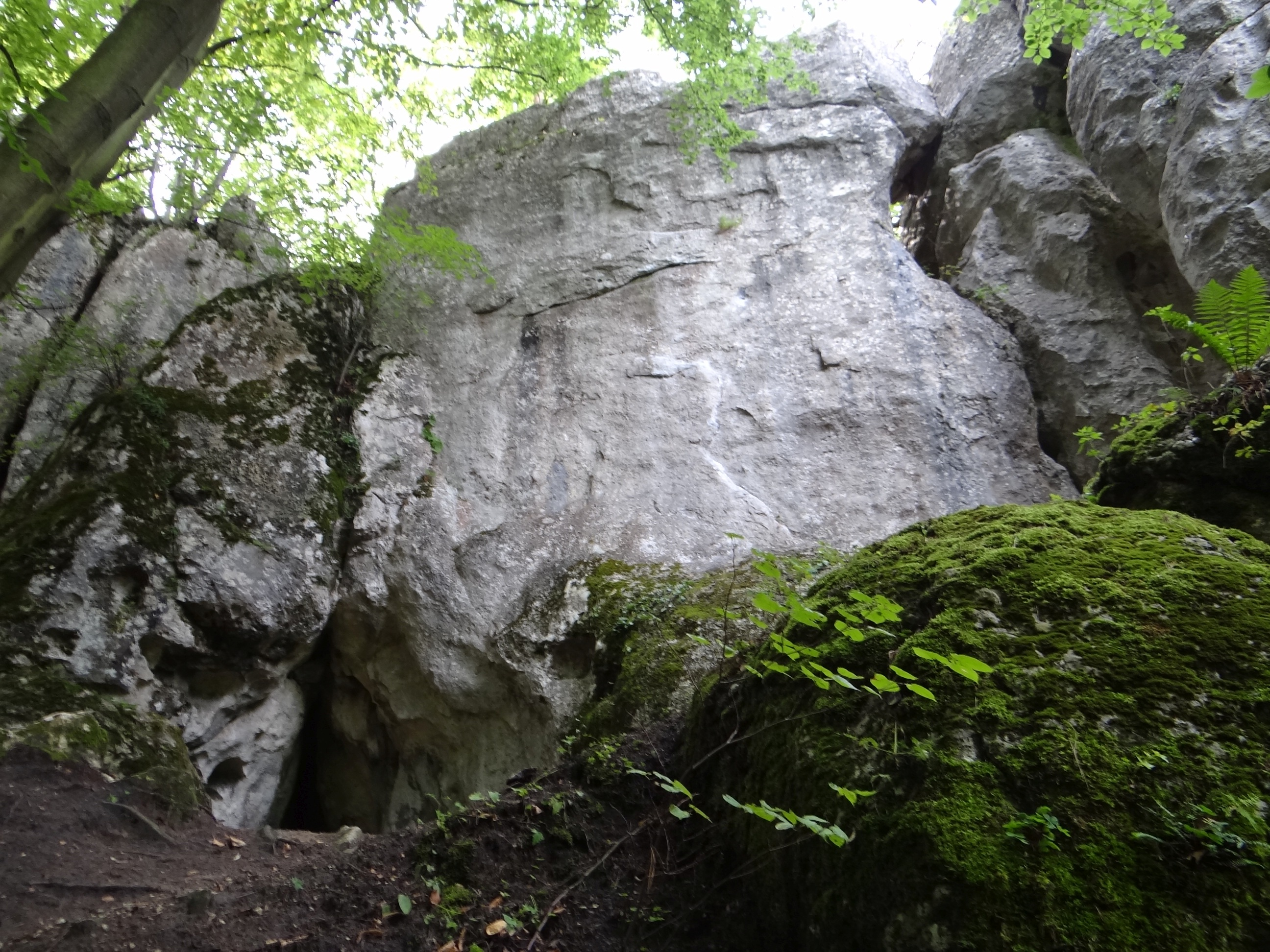
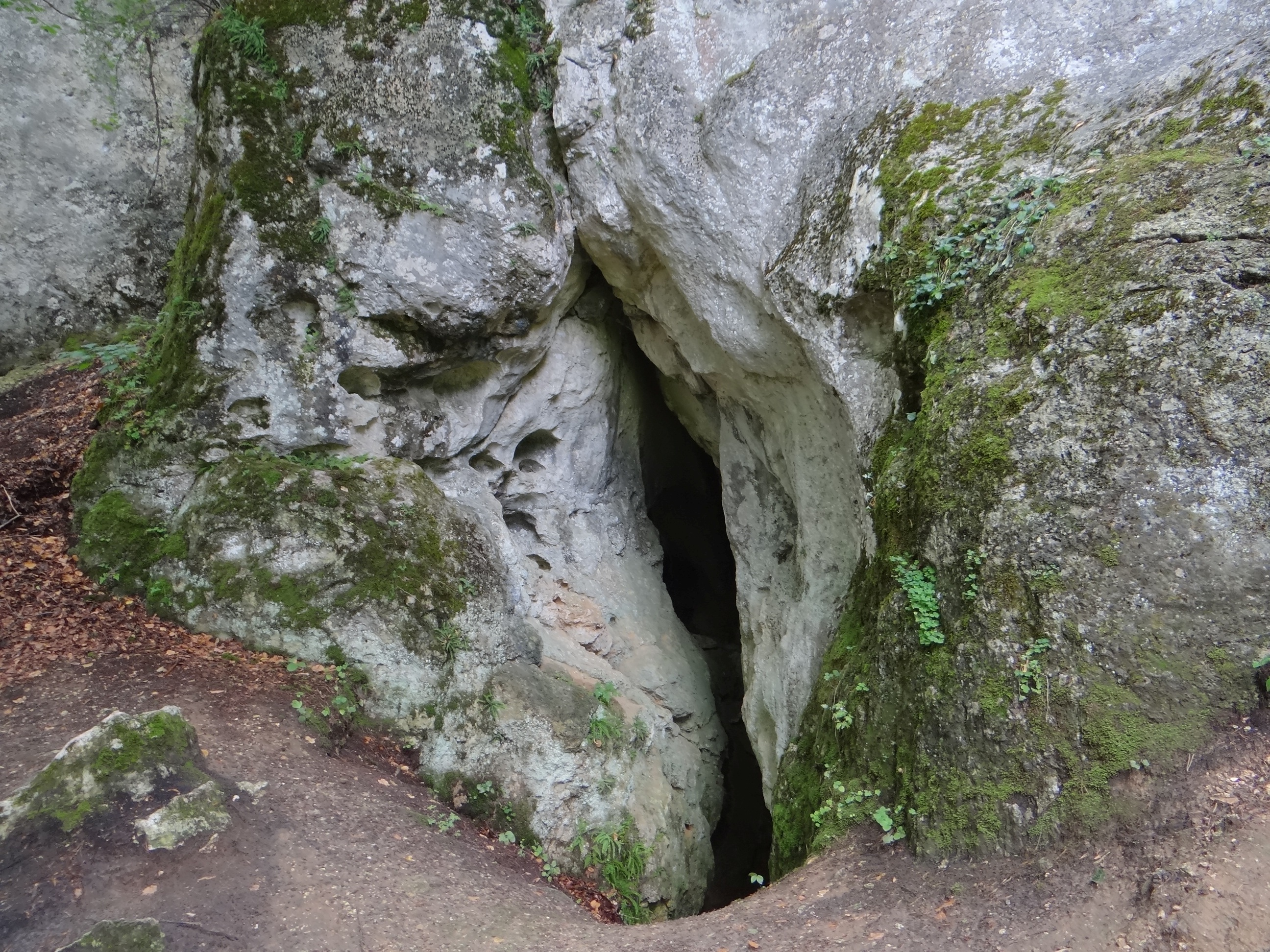
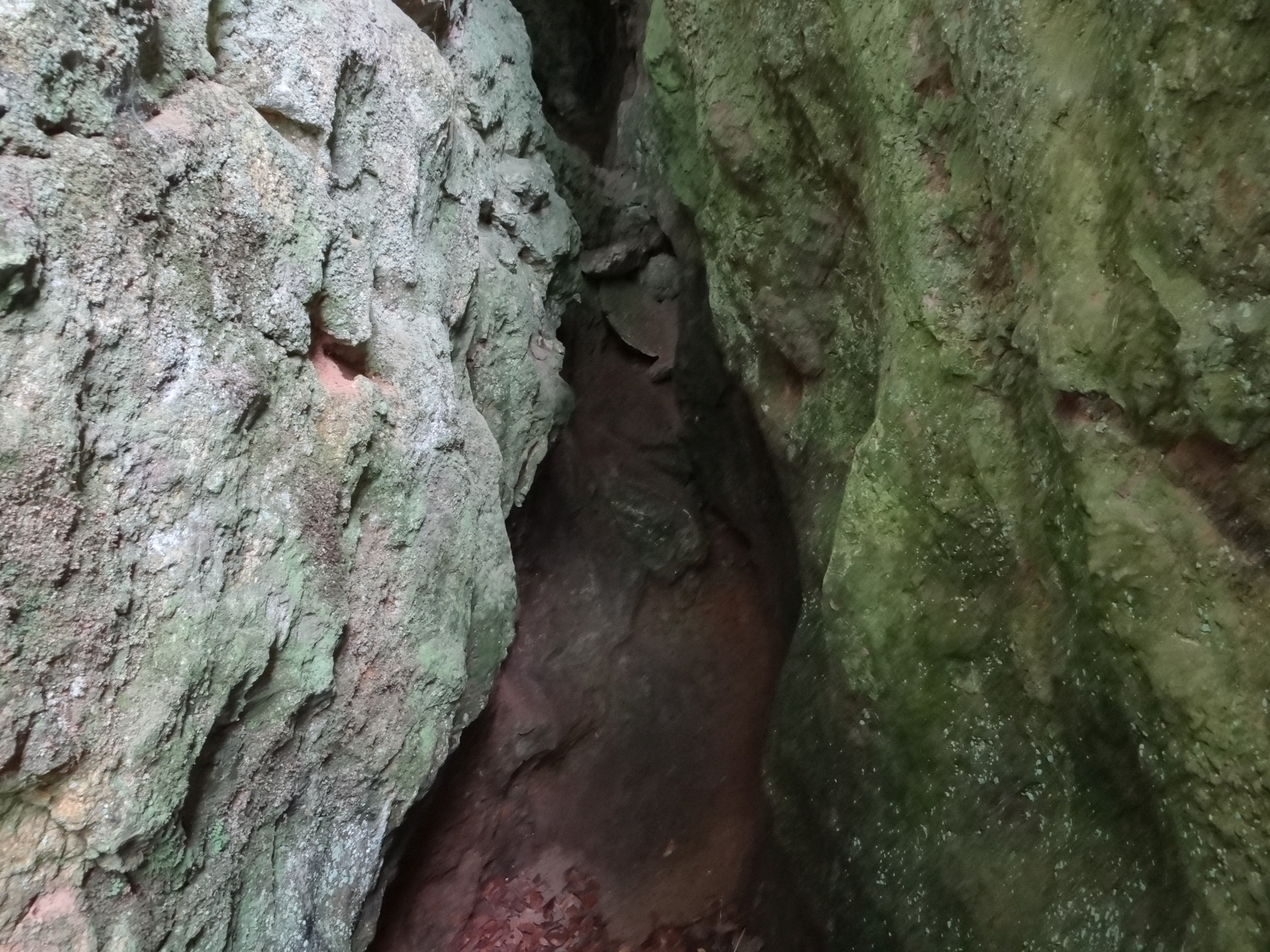
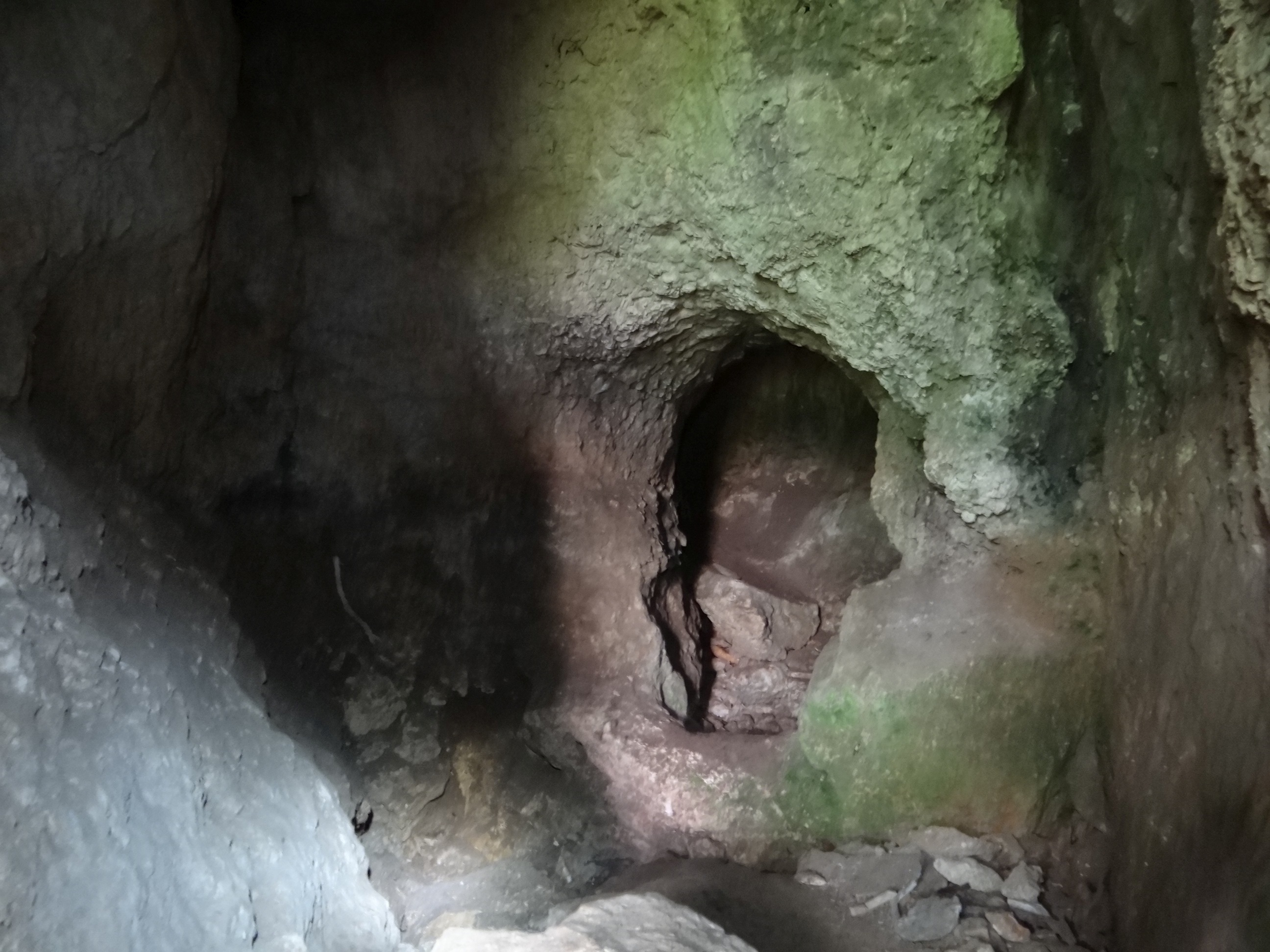
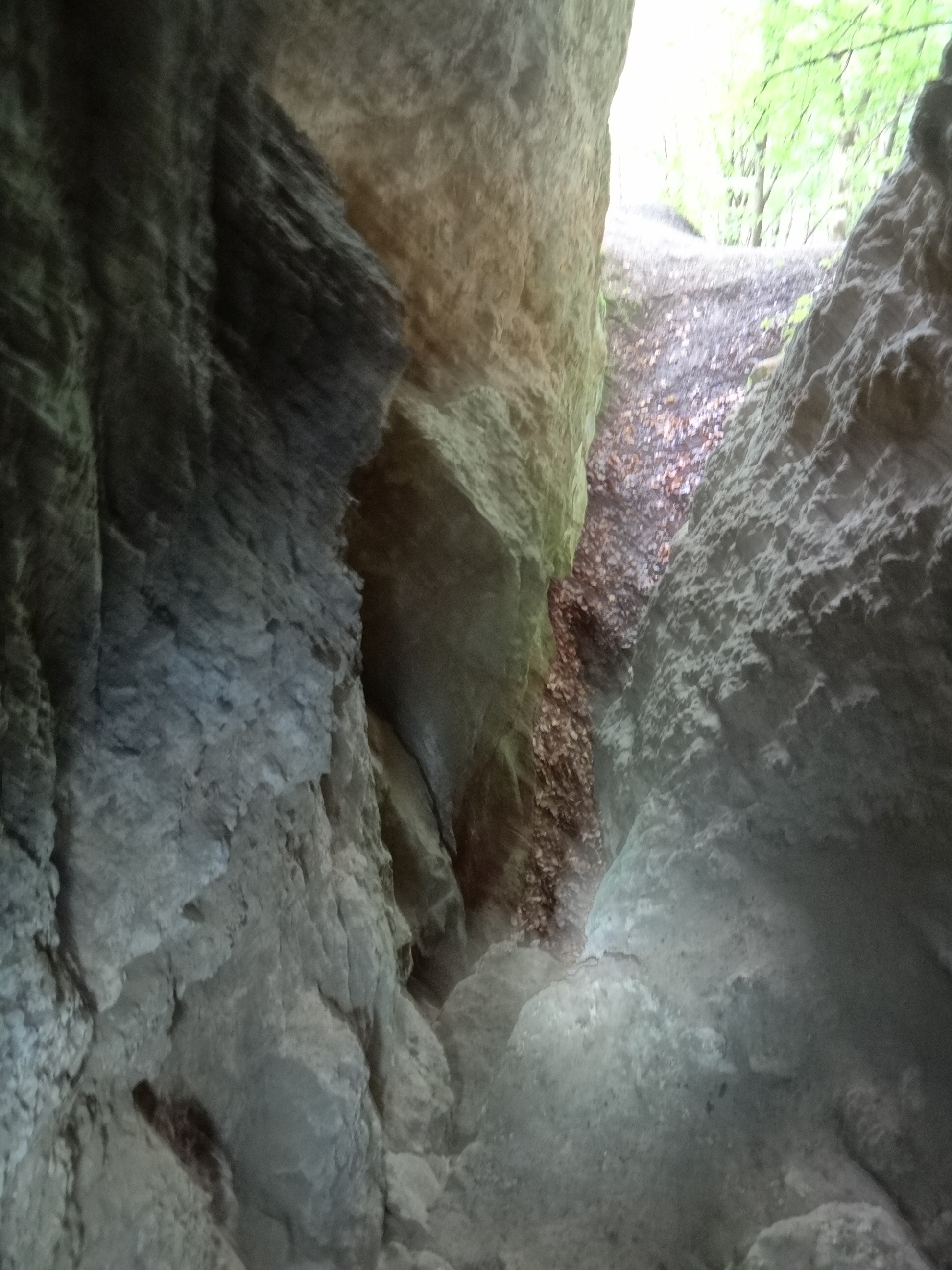
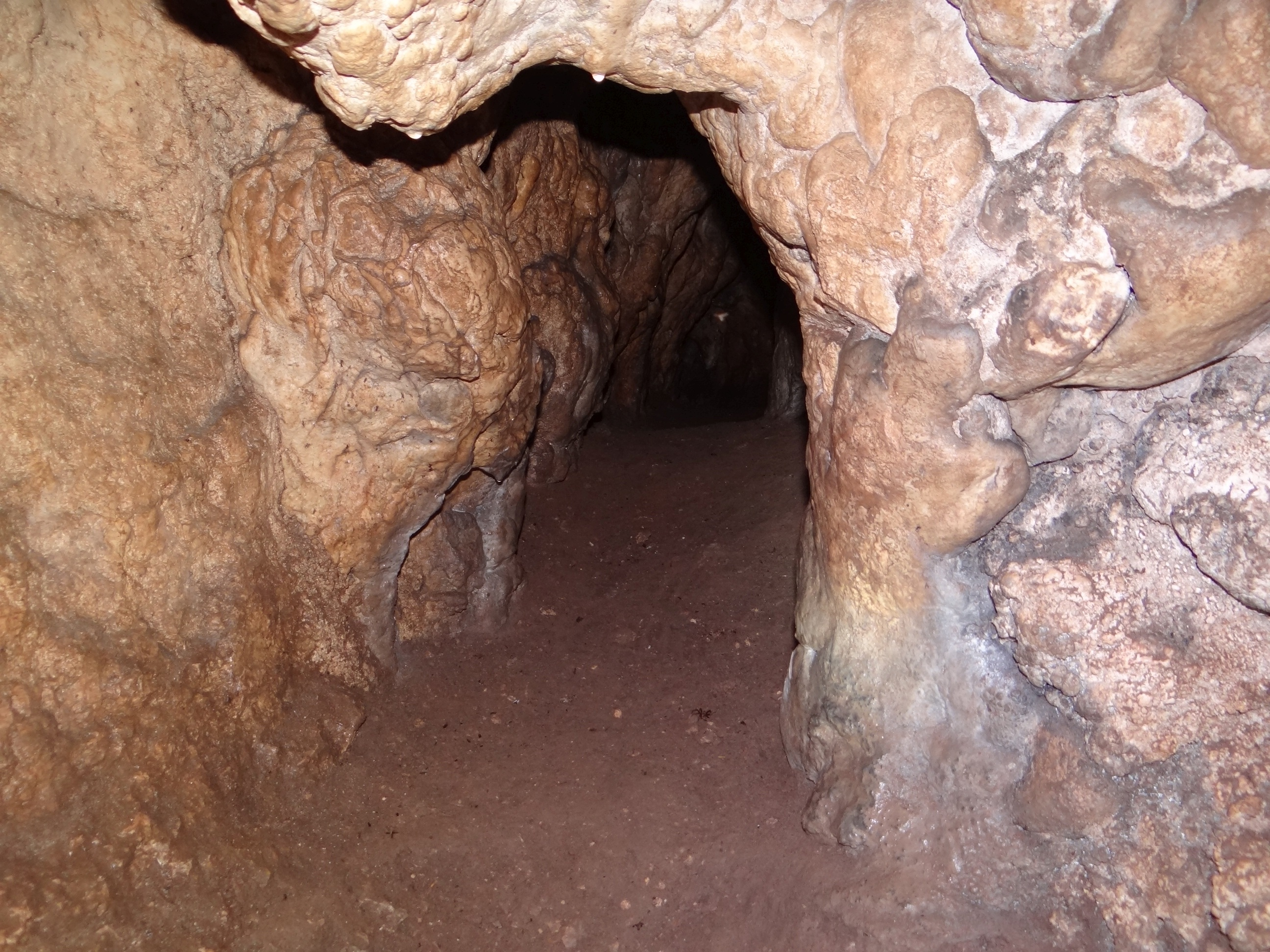

Tuż obok otworu jaskini Deszczowej (w odległości około 5 m na zachód) znajduje się Schronisko w Krużganku. W Górze Popielowej znajduje się jeszcze kilka innych jaskiń i schronisk: Jaskinia Kroczycka, Kopalnia Kalcytu w Popielowej Górze Pierwsza, Kopalnia Kalcytu w Popielowej Górze Druga, Schronisko na Tarasie Popielowej Góry Pierwsze, Schronisko Okopcone, Schronisko Przelotowe w Popielowej Górze, Schronisko Troglobiontów, Szczelina w Popielowej Górze.